# Buchberg (Oberpfalz)
Der Buchberg ist ein 591 m ü. NN hoher Vorberg vor dem Albtrauf der Fränkischen Alb im oberpfälzischen Landkreis Neumarkt in Bayern. Aufgrund seiner charakteristischen Gestalt zählt er zu den unverwechselbaren Landmarken des Beckens von Neumarkt in der Oberpfalz.

## Geographische Lage
Der Buchberg liegt am Westrand des Oberpfälzer Juras, des Oberpfälzer Teils der Fränkischen Alb (auch Fränkischer Jura genannt). Er erhebt sich 4,8 km südsüdwestlich der Innenstadt von Neumarkt in der Oberpfalz. Während sein gesamter Hochplateaubereich zum Stadtgebiet von Neumarkt gehört, gehören seine West- und Nordwestflanke zum Gemeindegebiet von Berngau und die Ost-, Südost- und Südflanke zu Sengenthal. Der Gemeindeteil Buchberg liegt an der Ostflanke.

## Topographie
Der Buchberg ist einer der das Neumarkter Becken im Westen einrahmenden Zeugenberge vor dem Trauf der Frankenalb im Osten. Zu diesen Bergen zählen, an den Buchberg nach Nordwesten anschließend, der Staufer Berg (511,6 m ü. NN), der Tyrolsberg (572 m ü. NN) und der Dillberg (595 m ü. NN). Die markante Berggruppe des Sulzbürgs im Süden mit Schlüpfelberg, Badberg, Sulzbürger Schlossberg und Galgenberg sowie der Möninger Berg im Südwesten bei Freystadt gehören zwar ebenso zum Landschaftsbild um Neumarkt, sind aber nicht mehr unmittelbarer Bestandteil des Neumarkter Beckens. Zwischen dem Buchberg und dem Winnberg bei Sengenthal überwindet der historische Ludwig-Donau-Main-Kanal in einem künstlich geschaffenen Einschnitt die Europäische Wasserscheide zwischen den Flusssystemen des Rheins und der Donau.
Während die Höhe des Buchbergs auf vielen topographischen Karten mit 591 m ü. NN angegeben ist, ist in zahlreichen populären Karten 586 m ü. NN zu lesen. Letzterer Wert bezieht sich wohl auf einen Vermessungspunkt wenige Meter östlich der höchsten Stelle des Bergs auf 586,8 m ü. NN.
Die Gestalt des Buchbergs ist ein markantes, nach Westen hin offenes Hufeisen. Während der längere Nordwestschenkel als „Langer Berg“ bezeichnet wird, wird der kürzere Südwestschenkel „Glasberg“ genannt. Die zentrale Buchberghochfläche einschließlich der Osthänge werden als „Im Steinbruch“ oder auch „Vorderer Buchberg“, die Nordhänge als „Hinterer Buchberg“ bezeichnet. Die ausgedehnten Waldungen unterhalb des Buchbergs im Nordosten bilden die „Heid“.

## Geologie

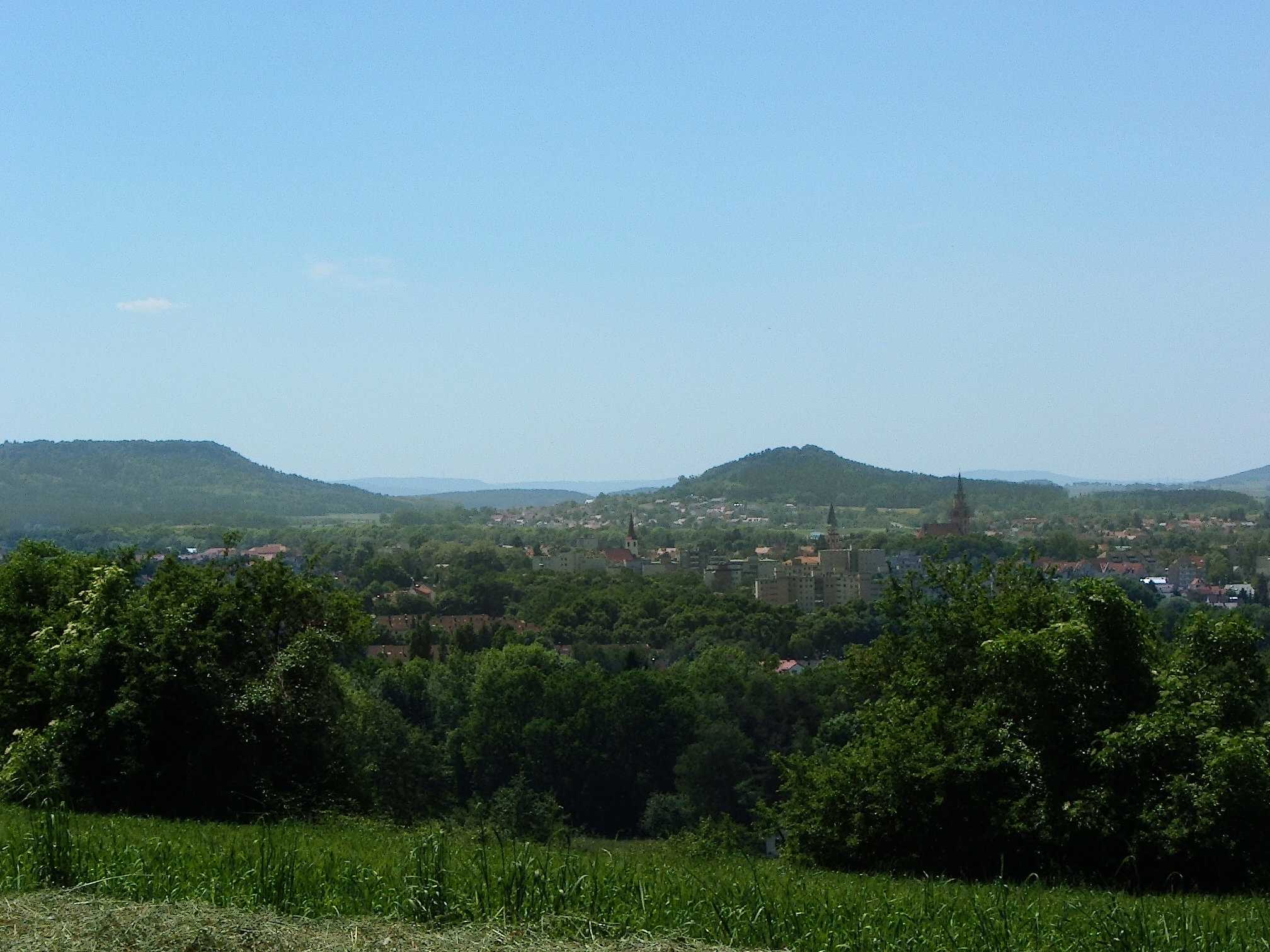
Neumarkter Talkessel mit dem Buchberg am linken Bildrand und dem Staufer Berg in Bildmitte

Reichertshofen am Fuß des Buchbergs, links im Hintergrund die markante Bergkette des Sulzbürgs, rechts am fernen Horizont der Albtrauf bei Thalmässing

Die Gestalt des Buchberges ist ein Modell für den Typus Tafelberg im Südwestdeutschen Stufenland. Aus der flachen Landschaft des Albvorlandes erhebt sich über einem zunächst sanft, dann stetig steiler werdenden Sockel der steilwandige Bergstock des Buchberges, der über dem Steilhang in eine flache Hochfläche übergeht. Besonders von Norden vom Neumarkter Becken aus gesehen gleicht der Buchberg einem kieloben liegenden Schiffsrumpf eines Teeklippers. Diese Gestalt macht den Buchberg zur unverwechselbaren Landschaftsmarke am südlichen Horizont des Neumarkter Beckens.

### Schwarzer, Brauner und Weißer Jura
Der geologische Aufbau entspricht modellhaft dem des Fränkisch/Oberpfälzischen Juras. Das umliegende Albvorland wird hier durch die grauen, bituminösen Tonmergel und Tonschiefer des oberen Schwarzen Juras (Lias Delta bis Epsilon) mit landwirtschaftlich ertragreichen Flächen gebildet. Berngau im Westen befindet sich vollständig auf Lias Epsilon, während Reichertshofen im Süden teilweise schon auf den tieferen Schichten des Lias Delta gegründet ist. Der Ort Buchberg am Osthang befindet weitgehend auf dem Opalinuston.
Der Sockel des Buchberges, zunächst flach, dann stetig steiler werdend, wird durch den etwa 30 Meter mächtigen Opalinuston (Dogger Alpha) gebildet. Über dem Opalinuston folgt die zirka 60 Meter mächtige Steilstufe des Eisensandsteins (Dogger Beta). Der Eisensandstein ist der Hauptgesteinsbildner am Buchberg und dort im Gegensatz zur übrigen Alb besonders mächtig ausgebildet. Der Übergang vom Opalinuston zum Eisensandstein bildet, bedingt durch das Einfallen der Schichten von Westen nach Osten, vor allem am Osthang einen sehr ergiebigen Quellhorizont. Die Quellen werden mit Brunnenfassungen für die örtliche Wasserversorgung herangezogen. Häufig wird jedoch der Quellhorizont durch Hangschuttmassen aus dem darüber liegenden Hang überrollt und zugedeckt. Unterhalb des Nordosthanges werden zusätzlich die Lias- und Opalinustonschichten des Bergsockels von Flugsandanwehungen aus dem Neumarkter Becken verhüllt.
Über dem Eisensandstein folgen als Trennglied zwischen dem Braunen und dem Weißen Jura die wenige Meter mächtigen Schichten des oberen Braunen Juras (Dogger Gamma bis Epsilon) und des Ornatentons (Dogger Zeta). Wie ein schmales Band zieht sich der Ornatenton um das Hauptmassiv herum und bildet über dem Steilhang des Eisensandsteins und unterhalb des Schlussanstieges des Weißen Juras eine deutlich ausgeprägte Hangschulter. Auch dort bildet der Ornatenton einen Quellhorizont, der jedoch deutlich schwächer ausgeprägt ist. Der Höhenweg folgt dieser Hangschulter um den Buchberg herum.
Der Schlussanstieg und die Hochfläche des Buchbergs wird durch die etwa 20 Meter mächtige Kalktafel des Weißen Juras (Malm Alpha bis Beta) gebildet. Während der Malm Alpha von einer geringmächtigen, fossilienreichen Kalkmergelschicht geprägt wird, zeichnet sich der Malm Beta durch fossilienarme, muschelig brechende, grobbankige Kalke aus. An einigen Stellen im Bereich der östlichen Hochfläche scheint der Malm Beta in geringem Ausmaß von dolomitisierten Schwammriffen durchzogen zu sein. Die Schichten des oberen Weißen Juras (Malm Gamma bis Zeta) sind auf dem Buchberg nicht mehr vorhanden.

### Fossilienfunde

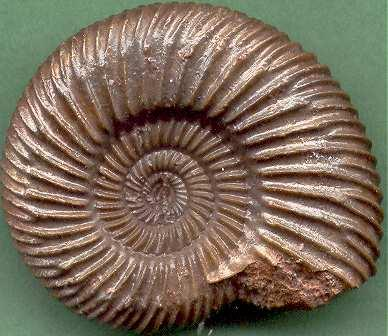
Parkinsonia parkinsoni vom Winnberg bei Sengenthal

Der schmale Bereich zwischen dem Eisensandstein und dem Ornatenton sowie die tieferen Kalkmergelschichten des Malms Alpha sind am Buchberg außerordentlich reich an Fossilien. Die Vielfalt und Reichhaltigkeit entspricht dem des berühmten Fossilienfundortes im gegenüberliegenden Steinbruch Winnberg bei Sengenthal. Natürliche oder künstliche Aufschlüsse sind am Buchberg nicht vorhanden. Es können jedoch in der vegetationsfreien Zeit im Winter an geeigneten Stellen im Hangschuttmaterial gelegentlich recht gute Funde gemacht werden. Diese sind allerdings durch die natürliche Verwitterung in der Regel vielfach zerbrochen. Kleine Fossilien in Daumennagelgröße und kleiner können jedoch gelegentlich, durch die natürliche Verwitterung in hervorragender Weise herauspräpariert, vereinzelt aufgefunden werden.
Charakteristisch für diesen Bereich sind der Ammonit der Art Parkinsonia und die Brachiopode der Art Rhynchonelloidella im oberen Dogger Delta. Darüber hinaus können dort weitere Ammonitenarten, Belemniten, Seelilienstielglieder, Brachiopoden und Muschelschalen gefunden werden.
In den dickbankigen, fossilienarmen Kalken des Malms Beta wurden gelegentlich großwüchsige Ammoniten („Ammonshörner“) der Art Perisphinctes gefunden. Da jedoch die Fundplätze bereits vielfach abgesucht wurden, sind die Chancen auf weitere Funde gering.
Bessere Chancen für Fossilienfunde bieten die Lesesteinhaufen an den Feld- und Waldrändern im Bereich des Lias Epsilon unterhalb des westlichen Buchbergsockels bei Berngau. Dort können, eingeschlossen in brotleibförmige Tonsteingeoden, zuweilen recht bemerkenswerte Nester von zusammengeschwemmten Ammoniten, Belemniten, Brachipoden und Muscheln aufgefunden werden. Diese Fossilien sind teilweise verkieselt, manchmal auch pyritisiert. Die Charakterart in diesem Bereich ist der diskusförmige Ammonit der Art Harpoceras mit seinen ausgeprägten Sichelrippen und dem markanten Kiel.
Ebenso charakteristisch für diesen Bereich sind die Gesteinsstücke aus der nur wenige Dezimeter dicken Monotisback, einem harten schwarzgrauen, marmorähnlichen Gestein aus dem Lias Epsilon, das vollständig aus den Muschelschalen der Art Pseudomonotis zusammengesetzt ist und als Lesesteine auf den Äckern westlich des Buchbergs  weit verbreitet ist.

### Felsabbrüche und Bergrutschmassen

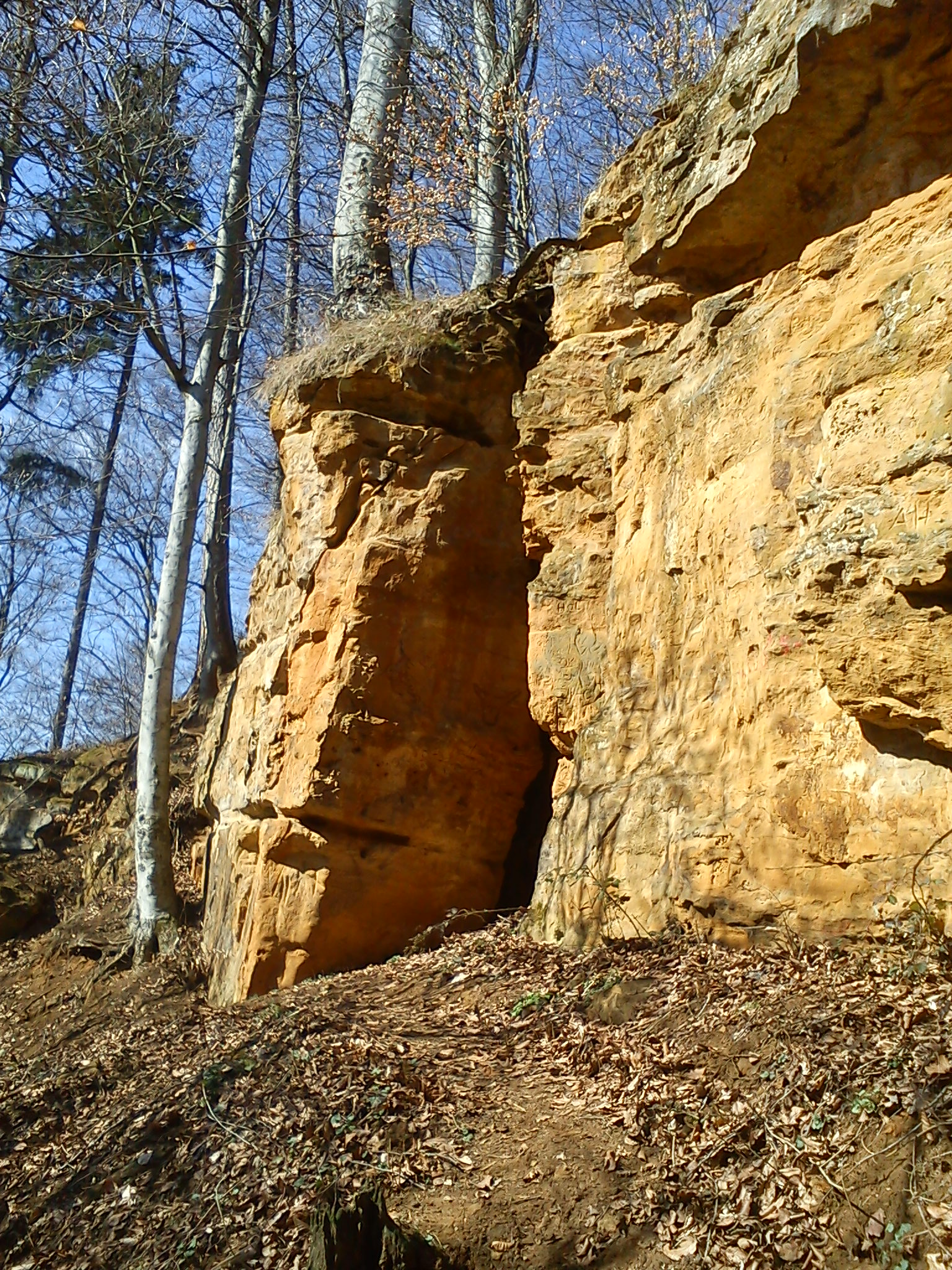
Felswand mit Teufelskeller

Eine besondere Sehenswürdigkeit sind die am Südhang des Glasberges anstehenden Felsformationen des Eisensandsteins. Diese sind dadurch entstanden, dass mächtige Gesteinspakete des Sandsteins auf der gleitfähigen Unterlage des Opalinustones  über Jahrhunderte hinweg langsam abgerutscht sind und am Hang darüber eine auffällige Abrisskante hinterlassen haben. Felsverschiebungen und Felsabbrüche deuten darauf hin, dass diese Bewegungen auch gegenwärtig andauern. Bekannte Felsformationen in diesem Bereich sind der Teufelskeller und der Predigtstuhl. Unterhalb der Felsen bilden die Rutschmassen eine deutliche Verflachung im Gelände mit einer sehr unruhigen Geländeoberfläche. Anhand vereinzelter Aufschlüsse lässt sich rekonstruieren, dass die Rutschmassen aus verkippten großformatigen Gesteinsschollen des Eisensandsteins bestehen.
Ein ebenso bezeichnendes Merkmal der Felsen in diesem Bereich ist, dass auf der Felsoberkante ein übersteiler Hang aufgesetzt ist. Dieser besteht unter einer losen Laubschicht in der Regel aus ebenso losem und lehmigem Humus- und Erdmaterial. Aus diesem Grund ist es wenig ratsam, oberhalb der Felsen im Hang herumzusteigen, da die Gefahr, im losen Material abzurutschen und dann haltlos über die Felskante abzustürzen, groß ist. Derartige Abstürze haben sich bereits ereignet. Der markierte Wanderweg Fuchssteig führt unterhalb der Felsen sicher durch dieses Gebiet.
Der Teufelskeller, im Höhlenkataster Fränkische Alb (HFA) als K 29 geführt, ist eine Klufthöhle im Sandstein. Klufthöhlen entstehen durch Verwerfungen im Gestein. Der Teufelskeller am Buchberg bildet in der Felswand ein nach oben hin sich keilförmig verjüngendes Portal, ist aber nur wenige Meter tief. Im Sommer aus den Klüften streichende kalte Luft zeigt jedoch an, dass die Spalten bis tief in den Berg hineinreichen. Eine Sage berichtet, dass im Teufelskeller eine goldene Kutsche verborgen sei.
Der Predigtstuhl ist eine quaderförmige Felsgestalt mit einer Kantenlänge von rund zehn Metern. Er befindet sich unterhalb des Teufelskellers direkt am Ringweg. Der Predigtstuhl ist eine monolithische Felsmasse, die sich aus dem höher gelegenen Felshang herausgelöst hat und von den abrutschenden Hangschuttmassen bis in die gegenwärtige Position am Ringweg bewegt wurde. Am Predigtstuhl lassen sich die harten, schwarzbraunen, schwartenförmigen Eiseneinlagerungen im sonst weichen, ockerfarbenen Sandstein besonders gut erkennen. Unter regengeschützten Überhängen können im trockenen Feinsand häufig die winzigen Fallentrichter des Ameisenlöwen beobachtet werden.

### Steingewinnung

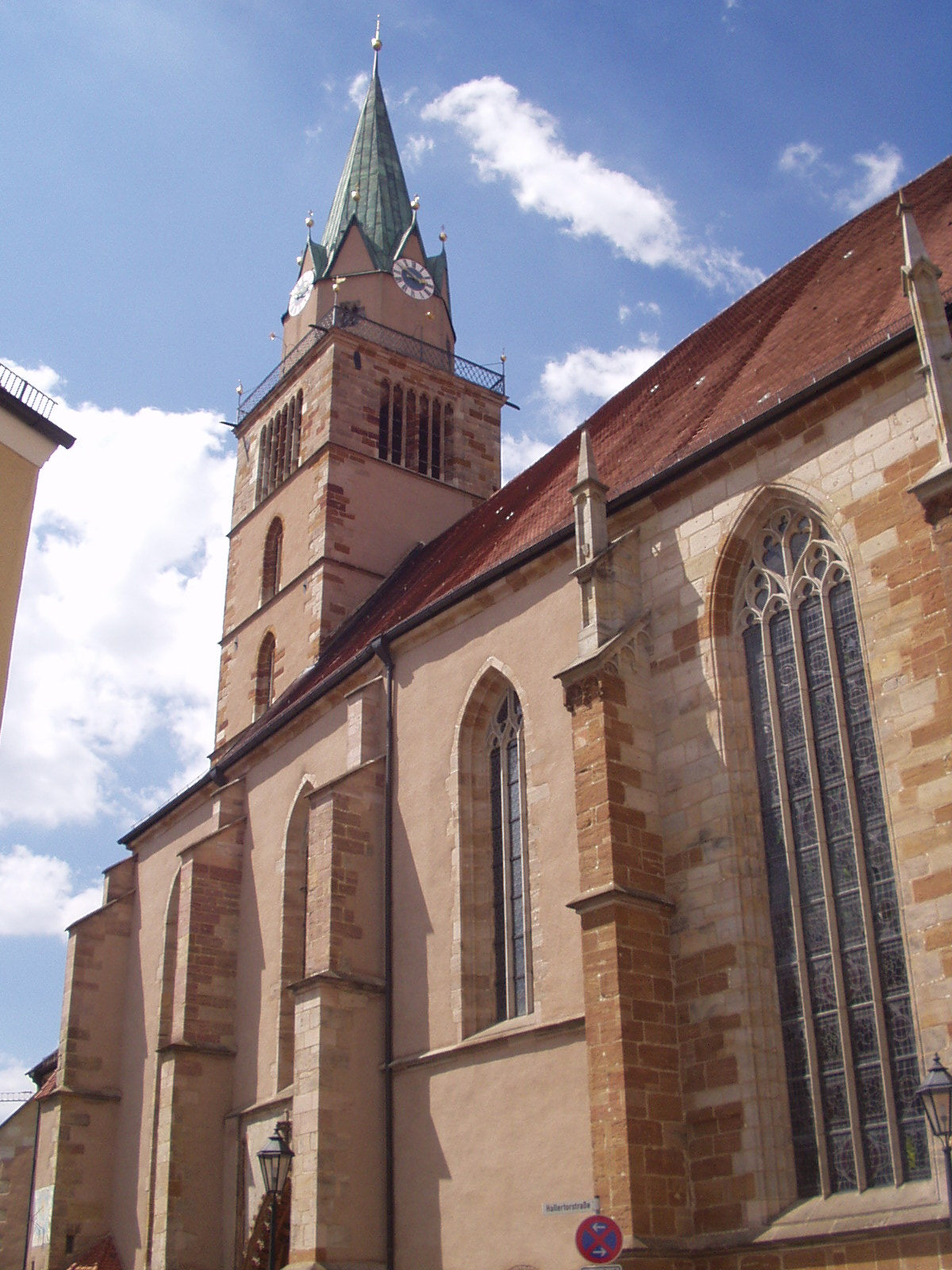
Der Eisensandstein als Baumaterial: Die St.-Johannes-Kirche in Neumarkt

Am Buchberg wurden früher in den dickbankigen, harten Kalken des Malm auf der Buchberghochfläche in mehreren kleineren Steinbrüchen Steine als Baumaterial gebrochen. Der kleine Steinbruch auf dem Langen Berg ist in den oberen Schichten des Eisensandsteins angelegt, der dort durch ein kalkhaltiges Bindemittel gut verfestigt und daher im Gegensatz zum sonst eher sehr weichen Eisensandstein gut als Baumaterial geeignet ist. Es wird vermutet, dass dort das Baumaterial für die St.-Johannes-Kirche in Neumarkt gebrochen wurde.

## Flora
Der Buchberg wird – wie der Name es nahelegt – von kalkliebenden, hochstämmigen Buchenwäldern geprägt, dies in besonderer Weise auf der Buchberghochfläche einschließlich der Ost- und Südsteilhänge. Auf den trockenen Böden des Eisensandsteins außerhalb der vom kalkhaltigen Hangschuttmaterial der Buchberghochfläche beeinflussten Bereiche, wie beispielsweise am Glasberg und am Langen Berg kann sich auch die Kiefer durchsetzen. Sie ist besonders auf den südlich ausgerichteten Hängen mit Stiel- und Traubeneichen sowie Hainbuchen vergesellschaftet. Der feuchtkühle Nordhang ist durch forstwirtschaftliche Maßnahmen stark von monotonen Fichtenaufforstungen überprägt. Vereinzelt können dort auch Tannen angetroffen werden. Die Douglasien am Westhang wurden angepflanzt.
Auf den Kalkböden der Buchberghochfläche und im Bereich der durch das Hangschuttmaterial der Kalkhochfläche überrollten Eisensandsteinhänge sind einige bemerkenswerte Arten zu finden:
- Leberblümchen
- Großes Windröschen
- Gewöhnliches Katzenpfötchen
- Bärlauch
- Seidelbast
- Türkenbund
- Pfeilblättrige Gänsekresse
- Kleiner Lämmersalat
- Kicher-Tragant
- Tollkirsche

Die sauren Böden des Eisensandsteins und die durch Kiefer- und Fichtenforstkulturen geprägten Bereiche sind eher artenarm. Die Krautvegetation wird dort maßgeblich von Heidekraut, Blaubeere und manchmal auch der Preiselbeere geprägt. In den Brachen und an den Wegrändern der feuchteren Nord- und Nordwesthänge ist die Himbeere und Brombeere recht weit verbreitet.
Der Buchberg wird weitgehend von Staatsforsten eingenommen, der Waldstreifen rund um den Buchbergsockel besteht hingegen weitgehend aus Bauernwäldern.

## Menschliche Besiedlung
Das ausgedehnte Plateau des Buchbergs ist zum großen Teil von dem vorgeschichtlichen Ringwall Buchberg umgeben. Die Anlage besteht aus mindestens zwei Ringwällen mit unterschiedlicher Entstehungszeit. Der erste auf dem Hauptplateau umschließt eine Fläche von etwa 24 Hektar. An der Nordostseite befindet sich ein Zangentor. Im Nordwesten bildet ein mächtiger Abschnittswall den Abschluss. Dieser stammt aus einer späteren Zeit als der übrige Randwall. Die ältere Anlage könnte in die La-Tène-Zeit (5. bis 1. Jahrhundert v. Chr.) zurückreichen und diente als Wohn-, Wehr- und vielleicht auch als Kultstätte. Das für keltische Anlagen typische Zangentor weist auf diese Zeit hin.
Im Jahr 1891 wurde der letzte von zwei Bauernhöfen auf dem Buchberg aufgegeben. Die beiden Höfe bewirtschafteten zusammen 25 Hektar Ackerland, 21 Hektar Wald und 1 Hektar Gärten und Wiesen. Die brach liegenden Ackerflächen wurden aufgeforstet.

## Naherholungs- und Schutzgebiet
Der Buchberg ist ein beliebtes Naherholungsgebiet. Über zehn Kilometer markierte Wanderwege, darunter die Zeugenbergrunde, laden zum Wandern, Joggen und Mountainbiken ein. Der Buchberg war einmal für seine schönen Aussichten auf das Albvorland und den Neumarkter Talkessel bekannt. Durch die erfolgreiche Aufforstung der umfangreichen Kahlschlag- und Windwurfflächen der vergangenen 30 Jahre sind diese Aussichtspunkte jedoch ausnahmslos verloren gegangen und lassen sich höchsten im Winter noch erahnen.
Der Buchberg ist seit 1965 als Landschaftsschutzgebiet Buchberg (LSG-Nr. 32039) ausgewiesen, das 6,52 km² groß ist. 2017 erließ das Landratsamt Neumarkt i. d. OPf. eine neue Verordnung mit einer Schutzgebietsgröße von 5,92 km².